# As Aventuras de Buckaroo Banzai
The Adventures of Buckaroo Banzai Across the 8th Dimension (bra/prt: As Aventuras de Buckaroo Banzai) é um filme estadunidense de 1984, dos gêneros ficção científica, aventura e drama romântico, dirigido e produzido por W.D. Richter.

## Enredo
Buckaroo Banzai, um cientista de renome, neurocirurgião, piloto de carros de corrida, estrela do rock e herói de história em quadrinhos em uma de suas pesquisas, abre uma porta para outra dimensão. O problema é que essa dimensão está sendo usada como uma prisão por uma raça alienígena, e a Terra está ameaçada de ser invadida e destruída pela polícia alienígena. Buckaroo, com a ajuda de seu guarda-costas e seus colegas cientistas, a banda de rock, alguns de seus fãs, um embaixador estrangeiro e cantor country texano vão conter esta ameaça.

## Elenco
- Peter Weller .... Buckaroo Banzai
- John Lithgow .... Dr. Emilio Lizardo / Lord John Whorfin
- Ellen Barkin .... Penny Priddy
- Ronald Lacey .... Presidente Widmark
- Clancy Brown .... Rawhide
- Pepe Serna .... Reno Nevada
- Lewis Smith .... Perfect Tommy
- Jeff Goldblum .... Dr. Sidney Zweibel/New Jersey
- Billy Vera .... Pinky Carruthers
- Christopher Lloyd .... John Bigbooté
- Rosalind Cash .... John Emdall
- Carl Lumbly .... John Parker
- Vincent Schiavelli .... John O'Connor
- Dan Hedaya .... John Gomez
- Robert Ito .... Professor Hikita
- Matt Clark .... Secretary of Defense
- William Traylor .... General Catburd
- Mariclare Costello .... Senador Cunningham
- Bill Henderson .... Casper Lindley
- Damon Hines .... Scooter Lindley
- Laura Harrington .... Sr. Johnson
- Yakov Smirnoff .... National Security Advisor
- Jamie Lee Curtis e James Saito (cenas deletadas) .... Sandra e Masado Banzai

## Premiações
- Indicado

Academy of Science Fiction, Fantasy & Horror Films
Categoria Melhor Ator Coadjuvante John Lithgow[carece de fontes?]
Categoria Melhor Roteiro Earl Mac Rauch[carece de fontes?]
Casting Society of America
Categoria Melhor Fundição Terry Liebling[carece de fontes?]
Young Artist Awards
Categoria Melhor Filme de Aventura para Família[carece de fontes?]
Categoria Melhor Ator Coadjuvante Juvenil Damon Hines[carece de fontes?]